# Подоханы
Подоханы — деревня в Даровском районе Кировской области в составе Даровского городского поселения.

## География
Находится на расстоянии примерно 3 км по прямой на восток-северо-восток от райцентра поселка  Даровской.

## История
Известна с 1802 года как починок Слобожанинский с 4 дворами, в 1873 году здесь (Слобожанинский или Галаничи) отмечено дворов  5 и жителей  54, в 1905 (Слобожанинский или Подоханы) 7 и 65, в 1926 (уже деревня Подохановы) 11 и 74, в 1950 18 и 78. В 1989 году проживало 25 человек. Настоящее название утвердилось с 1978 года.

## Население
Постоянное население  составляло 18 человек (русские 100%) в 2002 году, 12 в 2010.